# Rúnar Alex Rúnarsson
Rúnar Alex Rúnarsson (ur. 18 lutego 1995 w Reykjavíku) – islandzki piłkarz występujący na pozycji bramkarza w duńskim klubie FC Kopenhaga oraz w reprezentacji Islandii.

## Kariera klubowa
Treningi piłkarskie rozpoczął jako pomocnik w KSC Lokeren, którego zawodnikiem był jego ojciec, a pozycję zmienił w wieku 8 lat. W lipcu 2007 trafił do KR. W pierwszej drużynie tego klubu zadebiutował 11 maja 2013 w wygranym 3:1 meczu z ÍBV, kiedy wszedł na boisko w 54. minucie po tym, jak Hannes Þór Halldórsson otrzymał czerwoną kartkę. W styczniu 2014 podpisał czteroletni kontrakt z FC Nordsjælland. Zadebiutował w tej drużynie 18 maja 2015 w przegranym 1:3 meczu z Esbjerg fB. W czerwcu 2018 podpisał czteroletni kontrakt z Dijon FCO. We wrześniu 2020 podpisał czteroletni kontrakt z Arsenalem. W sierpniu 2021 został wypożyczony do Oud-Heverlee Leuven. Rok później udał się na wypożyczenie do tureckiego Alanyasporu. W sierpniu 2023 został wypożyczony po raz kolejny – tym razem do Cardiff City. Na początku 2024 jego pobyt w walijskim zespole został przerwany, a sam Rúnarsson niedługo później rozwiązał za porozumieniem stron kontrakt z Arsenalem i został piłkarzem FC Kopenhagi.

## Kariera reprezentacyjna
Młodzieżowy reprezentant Islandii w kadrach od U-17 do U-21. W seniorskiej reprezentacji zadebiutował 8 listopada 2017 w przegranym 1:2 meczu z Czechami. 11 maja 2018 znalazł się w grupie 23 zawodników powołanych na mistrzostwa świata.

## Życie osobiste
Jego ojciec Rúnar Kristinsson również był piłkarzem, a po zakończeniu kariery został trenerem.